# 迪尔克·迈尔
迪尔克·迈尔（德語：Dirk Meier，1964年1月28日—），德国前男子自行车运动员。他曾代表东德参加1988年夏季奥林匹克运动会自行车比赛，获得男子团体追逐赛银牌。